# Kārlis Ducmanis
Kārlis Ducmanis (* 10. November 1881 in Branti, Gouvernement Livland; † 20. August 1943 in Kirow) war ein lettischer Rechtsanwalt, Publizist und Diplomat in der Zeit der ersten lettischen Unabhängigkeit.

## Leben
Ducmanis wurde in der Gemeinde Branti im damaligen Gouvernement Livland geboren. Er besuchte Schulen in Rauna, Cēsis und Jelgava. Von 1902 bis 1913 studierte er in Sankt Petersburg Jura. Daneben war er Leiter der Pēterburgas Avīzes (Petersburger Zeitung) und politisch im Sinne einer lettischen Autonomie aktiv. Ab 1913 arbeitete er als Rechtsanwalt in Riga und gab auch die Zeitung „Līdums“ heraus.
Im Ersten Weltkrieg engagierte er sich beim „Lettischen Flüchtlingskomitee“ in Witebsk.
1918 wurde die Republik Lettland ausgerufen. Ducmanis war zuerst Gesandter in Dänemark und ab 1923 Generalkonsul in Schweden. 1925 wurde er Delegierter beim Völkerbund in Genf. Außerdem war er lettischer Botschafter für Jugoslawien und die Tschechoslowakei. Von 1936 bis 1940 war er Senator im Obersten Gerichtshof Lettlands.
Als Lettland 1940 von der Sowjetunion annektiert wurde, kooperierte Ducmanis zunächst und war als Übersetzer aktiv. Am 14. Juni 1941 wurde er jedoch verhaftet und ins Gefängnis nach Kirow verbracht. Am 5. Dezember 1942 wurde er wegen „Kampf gegen die revolutionäre Bewegung“ zu fünf Jahren Straflager verurteilt. Ducmanis starb am 20. August 1943 im Lager in Kirow.